# Scutellidium hippolytes
Scutellidium hippolytes är en kräftdjursart som först beskrevs av Henrik Nikolai Krøyer 1863.  Scutellidium hippolytes ingår i släktet Scutellidium och familjen Tisbidae. Arten är reproducerande i Sverige.

## Underarter
Arten delas in i följande underarter:
- S. h. akaba
- S. h. hippolytes